# Курита, Такэо
Такэо Курита (яп. 栗田 健男 Курита Такэо, 28 апреля 1889, Мито — 19 декабря 1977, Токио) — адмирал Японского императорского флота во время Второй мировой войны.
В момент вступления Японии в войну был командиром 7-й дивизии тяжелых крейсеров. Участвовал в сражениях у атолла Мидуэй (июнь 1942 года) и в заливе Лейте (октябрь 1944 года). В декабре 1944 года снят с должности и в 1945 году был начальником Военно-морской академии. После поражения Японии в войне ушёл в отставку (октябрь 1945 года).

## Биография

### Молодость
Курита родился в городе Мито (префектура Ибараки) в 1889 году. Его отправили на остров Этадзима в 1905; пятью годами позже Такэси окончил Академию флота Японии в составе 38-го выпуска, заняв 28-е место среди 149 кадетов. Мичманом служил на крейсерах «Касаги» и «Ниитака». Получил звание младшего лейтенанта в 1911 и получил назначение на крейсер «Тацута».
После повышения до лейтенанта в 1913 году Курита служил на броненосце «Сацума», эскадренном миноносце «Сакаки» (яп. 榊) и крейсере «Иватэ». Курита был повышен до старшего лейтенанта 1 декабря 1916 года и служил в этом звании на нескольких кораблях: крейсере «Тонэ», эсминцах «Каба» и «Минэкадзэ». Он служил на «Минэкадзэ», «Хакадзэ» и «Якадзэ» в должности минного офицера и старшего помощника командира. В 1920 году Курита получил командование над первым судном, эсминцем «Сигурэ», а годом позже — над другим эсминцем, «Оитэ».
Получил звание лейтенант-коммандера в 1922 году, в этом звании командовал кораблями «Хамакадзэ», «Вакатакэ», «Хаги». В звании капитана 3-го ранга (с 1927) командовал эскадренным миноносцем «Уракадзэ», 10-м и 25-м отрядами эсминцев.
В звании капитана 1-го ранга (с 1932) командовал 12-м отрядом эсминцев, крейсером «Абукума», а с 1937 — линейным крейсером «Конго».
Курита стал контр-адмиралом 15 ноября 1938 года, получив получив под командование сначала 1-ю флотилию эсминцев, а позже — 4-ю. Во время атаки на Пёрл-Харбор он командовал 7-й дивизией крейсеров.

### Вторая мировая война

#### Начало войны
Седьмая крейсерская дивизия Куриты участвовала в завоевании острова Ява в декабре 1941, а также в рейде в Индийский океан, в составе шести тяжёлых крейсеров и лёгкого авианосца «Рюдзё», потопившего суммарно 135 килотонн судов в Бенгальском заливе. В битве за Мидуэй (под командованием Нобутакэ Кондо) Курита потерял крейсер Микума. Такэо был повышен до вице-адмирала 1 мая 1942, в июле ему было вверено командование 3-й дивизией линкоров.
В битве за Гуадалканал Курита повёл свои линкоры на бомбардировку аэропорта Хендерсон-Филд в ночь на 13 октября, запустив 918 бризантных зарядов. Это была самая успешная попытка японцев захватить Хендерсон-Филд бомбардировкой с воды. Курита позже командовал основными силами в кампании на Соломоновых островах, а также в битве за Филиппинские острова. В 1943 году он заменил Нобутакэ Кондо на посту командующего 2-м Императорским флотом Японской империи.

#### Битва в заливе Лейте
Курита был верховным главнокомандующим 2-го Императорского флота во время сражения в море Сибуян и сражение в море Самар (оба являются частью сражения в заливе Лейте). 2-й флот включал самые большие линкоры в мире — «Ямато» и «Мусаси». Кроме того, во 2-й флот входили линкоры «Нагато», «Конго» и «Харуна», 10 крейсеров и 13 эсминцев. Критичным оказалось отсутствие в нём авианосцев.
Курита был преданным офицером, не страшась смерти, но и не стремясь умереть зря. Как и Исороку Ямамото, Курита считал, что для капитана «отправиться ко дну вместе со своим судном» — это напрасная трата ценных кадров. Когда адмирал Соэму Тоёда приказал Курите атаковать американцев в заливе Лейте, проведя флот через пролив Сан-Бернандино, Такэо посчитал это напрасной тратой судов и жизней, особенно когда он не смог провести суда в залив до высадки.
Первый флагман Куриты, «Атаго», был потоплен американской подлодкой всего за 6 дней до битвы в Лейте, флагманом стал линкор «Ямато».

##### Битва в море Сибуян
На пути из Брунея корабли Куриты были атакованы двумя американскими подлодками, потопившими крейсеры «Атаго» и «Мая» в Палаванском проливе. Курита был вынужден перейти с флагмана «Атаго» на «Ямато». На границе между морем Сибуян и проливом Сан-Бернандино на флот Куриты напали самолёты с авианосца, нанёсшие урон нескольким кораблям, включая «Ямато». Постоянные торпедные атаки и бомбёжка третьего флота под руководством адмирала Хэлси, потопили «Мусаси» и нанесли серьёзный урон другим судам.
Атаки американцев заставили Куриту прекратить наступление и отступить к западу от залива Лейте. Хэлси решил, что он разбил флот Куриты, а также что центральный флот Японии отступает, пребывая в уверенности, что действует согласно приказам, покинул пункт, откуда должен был поддерживать высадку генерала Макартура в заливе Лейте и проливе Сан-Бернандино, чтобы догнать северный крейсерский флот Дзисабуро Одзавы, посланный в качестве приманки для отвлечения американцев от Лейте. Перед тем, как флот Одзавы был обнаружен, Хэлси отправил сообщение с «планом сражения», в котором писал, что хочет отправить свои линкоры для прикрытия выхода из залива. Тем не менее, план так и не был осуществлён, а тяжёлые корабли ушли на север вместе с авианосцами.

##### Битва в море Самар
Вице-адмирал Томас Кинкэйд, командующий Седьмым флотом и ответственный за охрану высадившихся солдат, предположил, что «план» Хэлси — это приказ сверху, а тактическая группа номер 34 («TF 34») охраняет Сан-Бернандино. Кинкэйд отвёл свои корабли на юг, чтобы встретить японские южные флотилии. В ночь с 24 на 25 октября Курита снова переменил решение и направил корабли на запад в залив Лейте. На утро 25 октября флот Куриты с «Ямато» во главе вышел из Сан-Бернандино и поплыл на север, мимо берега острова Самар. Через полчаса после заката силы Императорского флота заметили «Taffy 3» — небольшой отряд поддержки, состоящий из шести эскортных авианосцев, трёх эсминцев и четырёх небольших эскортных миноносцев, под командованием контр-адмирала Клиффтона Спрага. Задачей «Тэффи-3» было обеспечение поддержки берегу и патрулирование вод на предмет обнаружения субмарин, а не морские сражения против тяжёлых эсминцев.
Адмирал Курита решил, что у него есть шансы против авианосцев Третьего флота, и приказал линкорам, включая «Ямато» с 460-миллиметровыми орудиями, открыть огонь. Однако тогда же была замечена группы «Тэффи», а «центральные силы» только что получили приказ сменить построение с ночного на противовоздушное. Вместо того, чтобы подготовить расположение кораблей, Курита отдал приказ атаковать. Перезарядка орудий проходила некоординированно, что привело к потере контроля над тактической составляющей боя.
Силы Куриты потопили один из малых авианосцев, два эсминца, включая «Джонстон» под командованием Эрнеста Эванса. Однако самолёты с «Тэффи-3» и «Тэффи-2», расположенной южнее, начали атаку, и, хотя у американских эсминцев были лишь 127-миллиметровые орудия, они тоже атаковали, запуская торпеды и ставя дымовые завесы. Непрекращающиеся атаки с воздуха и скоординированные действия флота разделили силы Куриты. «Ямато», отставший для избежания авиационной торпеды, потерял из виду место сражения. Корабли, входившие в «Тэффи», смогли потопить два крейсера и вывести из строя треть остальных крейсеров (они были затоплены позже): «Тикума», «Тёкай», «Судзуя». Многие уцелевшие корабли также были повреждены «Тэффи». Через два с половиной часа после начала битвы Курита приказал отступать на север от залива для перегруппировки.
К этому моменту Курита получил сообщение о том, что «южные силы», которые должны были атаковать Лейте с юга, разбиты эсминцами Кинкэйда. Центральные силы самого Куриты насчитывали лишь половину своего изначального количества. С потерей «Мусаси» в группе оставалось четыре линкора, но лишь три крейсера, причём все корабли были повреждены, а топливо — на исходе. Курита перехватил сообщения, говорившие о том, что Хэлси потопил четыре крейсера «северных сил» и мчался в Лейте, чтобы встретиться с японским флотом. После двух часов раздумий Курита отступил через пролив Сан-Бернандино.
Корабли Хэлси уже гнались за «Ямато» и остальными силами Такэо, так что отступление спасло остатки Второго флота, но Курита провалил задание атаковать американцев в заливе Лейте.

### После Лейте
Некоторые лица из числа военных критиковали Куриту за то, что он не бился насмерть. Его отстранили от командования в декабре, а для защиты от убийства он был назначен управляющим Военной академии Императорского флота Японии.
После капитуляции Курита работал писцом и массажистом, проживая с дочерью и её семьёй. Он никогда не обсуждал политику с семьёй или знакомыми, сделав исключение лишь для короткого интервью журналисту Масанори Ито, в котором сказал, что сделал ошибку, отступив в заливе Лейте. Позже он забрал свои слова обратно. Куриту интервьюировал офицер флота США.

Молодой офицер флота США вышел из джипа, держа адрес Куриты в руке, и увидел фигуру человека, скромно занимавшегося своим садом. Спустя годы он всё так же живо помнил этот миг: «Я был под впечатлением. Война только-только кончилась. Меньше года назад Курита был командиром самого большого в истории флота, и вот он пропалывает картошку».
Оригинальный текст (англ.)With Kurita’s address in hand, a young American naval officer got out of a jeep and spotted the unimposing figure tending to his garden chores. Years later, he still vividly recalled the moment: “It really made an impression of me. The war was just over. Less than a year before Kurita had been in command of the largest fleet that was ever put together, and there he was out there chopping potatoes”
— Goralski, 323
Позже Курита вернулся к обычной жизни, дважды в год совершая паломничество к святилищу Ясукуни, чтобы помолиться за павших товарищей. В 1966 году он присутствовал у смертного одра Дзисабуро Одзавы.
До 80-летия Курита ничего не говорил о битве в Лейте. В личной беседе со своим биографом по имени Дзиро Ока он сказал, что отступил, чтобы не жертвовать жизнями своей команды, так как давно уже считал, что война проиграна.
Курита умер в 1977 году в возрасте 88 лет, его могила находится на кладбище Тама в городе Футю (префектура Токио).

## Награды
- Орден Восходящего солнца 1 степени
- Орден Восходящего солнца 3 степени
- Орден Священного сокровища 1 степени[4]
- Орден Священного сокровища 2 степени
- Памятная медаль в честь восшествия на престол императора Тайсё (10 ноября 1915)[5]
- Медаль за кампанию 1914—1920 годов
- Медаль Победы
- Медаль «В память Восшествия на Престол Императора Сёва» (16 ноября 1928)
- Медаль за участие в маньчжурском инциденте (29 апреля 1934)[6]
- Медаль за участие в китайском инциденте
- Медаль «В честь 2600 летия Японской империи» (15 августа 1940)[7]
- Медаль «Основание государства» (1 марта 1934)[8]
- Медаль «Визит Императора в Японию» (21 сентября 1935)

### Книги
- Evan Thomas, «Sea of Thunder: Four Commanders and the Last Great Naval Campaign, 1941—1945.» New York: Simon & Schuster, 2007. ISBN 0-7432-5221-7.)
- Cox, Robert Jon (2010). The Battle Off Samar — Taffy III at Leyte Gulf (Fifth Edition). Wakefield, Michigan, Agogeebic Press, LLC. ISBN 0-9822390-4-1
- Cutler, Thomas (2001). The Battle of Leyte Gulf: 23-26 October 1944. Annapolis, Maryland, U.S.: Naval Institute Press. ISBN 1-55750-243-9.
- D’Albas, Andrieu (1965). Death of a Navy: Japanese Naval Action in World War II. Devin-Adair Pub. ISBN 0-8159-5302-X.
- Dull, Paul S. (1978). A Battle History of the Imperial Japanese Navy, 1941—1945. Naval Institute Press. ISBN 0-87021-097-1.
- Field, James A. (1947). The Japanese at Leyte Gulf;: The Sho operation. Princeton University Press. ASIN B0006AR6LA.
- Friedman, Kenneth (2001). Afternoon of the Rising Sun: The Battle of Leyte Gulf. Presidio Press. ISBN 0-89141-756-7.
- Halsey, William Frederick (1983) The Battle for Leyte Gulf. U.S. Naval Institute ASIN B0006YBQU8
- Hornfischer, James D. (2004). The Last Stand of the Tin Can Sailors. Bantam. ISBN 0-553-80257-7.
- Hoyt, Edwin P.; Thomas H Moorer (Introduction) (2003). The Men of the Gambier Bay: The Amazing True Story of the Battle of Leyte Gulf. The Lyons Press. ISBN 1-58574-643-6.
- Lacroix, Eric; Linton Wells (1997). Japanese Cruisers of the Pacific War. Naval Institute Press. ISBN 0-87021-311-3.
- Morison, Samuel Eliot (2001) Leyte: June 1944 — January 1945 (History of United States Naval Operations in World War II, Volume 12. Castle Books; Reprint ISBN 0-7858-1313-6
- Potter, E. B. (2005). Admiral Arleigh Burke. Naval Institute Press. ISBN 1-59114-692-5.
- Potter, E. B. (2003). Bull Halsey. Naval Institute Press. ISBN 1-59114-691-7.
- David Sears. The Last Epic Naval Battle: Voices from Leyte Gulf. Praeger Publishers (2005) ISBN 0-275-98520-2
- Thomas, Evan (2006). Sea of Thunder: Four Commanders and the Last Great Naval Campaign 1941—1945. Simon & Schuster. ISBN 0-7432-5221-7.
- Willmott, H. P. (2005). The Battle Of Leyte Gulf: The Last Fleet Action. Indiana University Press. ISBN 0-253-34528-6.
- Woodward, C. Vann (1989) The Battle for Leyte Gulf (Naval Series) Battery Press ISBN 0-89839-134-2